# Paul Rosenstein-Rodan
Paul Rosenstein-Rodan (ur. 19 kwietnia 1902 w Krakowie, zm. 28 kwietnia 1985 w Bostonie) – austriacki ekonomista pochodzenia żydowskiego. Jego siostrą była polska malarka Erna Rosenstein.

## Życiorys
Studiował ekonomię i matematykę w Wiedniu. Później specjalizował się w teorii wzrostu gospodarczego, był współtwórcą ekonomii rozwoju i twórcą koncepcji „wielkiego pchnięcia” w gospodarkach o niskim poziomie rozwoju. W latach 30. wyemigrował z Austrii do Londynu, gdzie wykładał w Royal Institute for International Affairs, a po II wojnie światowej do Stanów Zjednoczonych. Wykładał w Massachusetts Institute of Technology i był dziekanem ekonomii na Boston University.
Zajmował się koncepcjami pomocy dla państw rozwijających się, głównie w Ameryce Łacińskiej, a także państw wschodniej i południowo-wschodniej Europy. Był zwolennikiem zewnętrznej pomocy ekonomicznej dla uprzemysłowienia, które uważał za środek do zwiększenia dochodów i siły nabywczej oraz zmniejszenia bezrobocia – podstawowych problemów tych regionów. Uważał, że najlepszą drogą do industrializacji (najlepiej opierającej się na przemyśle lekkim) byłaby specjalizacja i integracja z gospodarką światową zgodnie z koncepcją przewagi komparatywnej. Sposobem na mobilizację kapitału miała być interwencja państwa, w formie wspierania kształcenia, gwarancji rządowych i przeprowadzania dużych projektów inwestycyjnych.

## Ważniejsze publikacje
- Grenznutzen, „Handwörterbuch der Staatswissenschaften” (1927)
- Das Zeitmoment in der Mathematischen Theorie des Wirschaftlichen Gleichgewichtes, „Zeitschrift für Nationalökonomie” v 4 (1929), s. 1190–1223
- La Complementarietà: Prima delle tre tappe del progresso della Teoria Economica Pura, „La Riforma Sociale” (1933)
- The Role of Time in Economic Theory, „Economica” (1934)
- A Coordination of the Theories of Money and Price, „Economica” (1936)
- Problems of Industrialization of Eastern and South- Eastern Europe, „Economic Journal” (1943)
- The International Development of Economically Backward Areas, „International Affairs” (1944)
- Disguised Underemployment and Underemployment in Agriculture, (1956)
- Uwagi o teorii „wielkiego pchnięcia”, „Ekonomista” nr. 2, (1959)
- International Aid for Underdeveloped Countries, „Review of Economic Statics” (1961)
- Notes on the Theory of the Big Push, [w:] Ellis (red.): Economic Development for Latin America (1961)
- Criteria for Evaluation of National Development Effort, „Journal of Development Planning” (1969)
- The New International Economic Order (1981)